# Tendre Combat
Pour les articles homonymes, voir The Main Event.
Pour plus de détails, voir Fiche technique et Distribution.
Tendre Combat (The Main Event) est un film américain réalisé par Howard Zieff, sorti en 1979.

## Synopsis
Hillary Kramer, magnat de la parfumerie, perd sa société et est ruinée après que son comptable l’a escroquée pour s’enfuir en Amérique du Sud. Parmi les quelques biens qui lui restent, elle trouve un contrat de gérance avec un boxeur inactif, acheté à des fins fiscales. Elle décide d’obliger Eddie Scanlon, désormais instructeur de conduite, à remonter dans le ring pour recouvrer ses pertes. Selon Eddie, il n’en sortira pas vivant, alors il refuse, mais finit par céder. À mesure qu’’Eddie effectue un retour peu conventionnel, une relation conflictuelle et romantique se développe entre lui et son improbable gérante.

## Fiche technique
- Titre : Tendre Combat
- Titre original : The Main Event
- Réalisation : Howard Zieff
- Scénario : Gail Parent (en) et Andrew Smith
- Production : Renée Missel producteur exécutif, Jon Peters, Howard Rosenman (en) producteur exécutif, Barbra Streisand et Jeff Werner producteur associé
- Société de production : First Artists et Barwood Films
- Société de distribution : Warner Bros.
- Musique : Michael Melvoin
- Photographie : Mario Tosi (en)
- Montage : Edward Warschilka (de)
- Décors : Charles Rosen et James W. Payne
- Costumes : Ruth Myers
- Pays d'origine : États-Unis
- Langue : anglais
- Format : Couleurs (Technicolor) - 35 mm - 1,85:1 - Son : Stereo
- Genre : Comédie
- Durée : 112 minutes
- Date de sortie :
  - États-Unis : 22 juin 1979

## Distribution
- Barbra Streisand (VF : Michèle Bardollet) : Hillary Kramer
- Ryan O'Neal (VF : Bernard Murat) : Eddie "Kid Natural" Scanlon
- Paul Sand (en) (VF : Pierre Santini) : David
- Whitman Mayo (VF : Teddy Bilis) : Percy
- Patti D'Arbanville (VF : Evelyn Selena) : Donna
- Chu Chu Malave (en) : Luis
- Richard Lawson (VF : José Luccioni) : Hector Mantilla
- James Gregory (VF : Jacques Berthier) : Gough
- Art Evans : un boxeur